# The Special Tour
The Special Tour è stato il terzo tour musicale della cantante statunitense Lizzo, a supporto del suo quarto album in studio Special (2022).

## Scaletta
1. Cuz I Love You
2. Juice
3. 2 Be Loved (Am I Ready)
4. Soulmate
5. Phone (interludio)
6. Grrrls
7. Boys
8. Tempo
9. Rumors
10. Fitness (interludio)
11. Jerome
12. Special
13. Like a Girl
14. Birthday Girl
15. I'm Every Woman
16. Everybody's Gay
17. Heaven Help Me
18. Water Me
19. Yellow (cover dei Coldplay)
20. Truth Hurts
21. I Love You Bitch
22. Good as Hell
23. About Damn Time

## Date del tour
| Data              | Città          | Stato         | Luogo                      | Biglietti venduti / Biglietti disponibili | Incasso      |
| Nord America      | Nord America   | Nord America  | Nord America               | Nord America                              | Nord America |
| ----------------- | -------------- | ------------- | -------------------------- | ----------------------------------------- | ------------ |
| 23 settembre 2022 | Sunrise        | Stati Uniti   | FLA Live Arena             | 8.020 / 8.020                             | $819.088     |
| 24 settembre 2022 | Tampa          | Stati Uniti   | Amalie Arena               | 11.434 / 11.434                           | $1.125.873   |
| 27 settembre 2022 | Washington     | Stati Uniti   | Capital One Arena          | 13.163 / 13.163                           | $1.629.345   |
| 29 settembre 2022 | Filadelfia     | Stati Uniti   | Wells Fargo Center         | 12.023 / 12.023                           | $1.383.197   |
| 30 settembre 2022 | Boston         | Stati Uniti   | TD Garden                  | 12.787 / 12.787                           | $1.658.272   |
| 2 ottobre 2022    | New York       | Stati Uniti   | Madison Square Garden      | 23.875 / 23.875                           | $2.996.293   |
| 3 ottobre 2022    | New York       | Stati Uniti   | Madison Square Garden      | 23.875 / 23.875                           | $2.996.293   |
| 6 ottobre 2022    | Detroit        | Stati Uniti   | Little Caesars Arena       | 11.444 / 11.444                           | $1.435.945   |
| 7 ottobre 2022    | Toronto        | Canada        | Scotiabank Arena           | 12.249 / 12.249                           | $1.308.924   |
| 11 ottobre 2022   | Saint Paul     | Stati Uniti   | Xcel Energy Center         | 14.389 / 14.389                           | $1.600.312   |
| 14 ottobre 2022   | Kansas City    | Stati Uniti   | T-Mobile Center            | 13.152 / 13.152                           | $1.408.931   |
| 16 ottobre 2022   | Chicago        | Stati Uniti   | United Center              | 14.598 / 14.598                           | $1.846.297   |
| 18 ottobre 2022   | Indianapolis   | Stati Uniti   | Gainbridge FieldHouse      | 10.779 / 10.779                           | $1.048.144   |
| 20 ottobre 2022   | Charlotte      | Stati Uniti   | Spectrum Center            | 13.246 / 13.246                           | $1.385.470   |
| 22 ottobre 2022   | Atlanta        | Stati Uniti   | State Farm Arena           | 11.650 / 11.650                           | $1.359.408   |
| 23 ottobre 2022   | Nashville      | Stati Uniti   | Bridgestone Arena          | 13.449 / 13.449                           | $1.308.849   |
| 25 ottobre 2022   | Austin         | Stati Uniti   | Moody Center               | 11.435 / 11.435                           | $1.427.279   |
| 26 ottobre 2022   | Houston        | Stati Uniti   | Toyota Center              | 10.363 / 10.363                           | $1.052.961   |
| 28 ottobre 2022   | Dallas         | Stati Uniti   | American Airlines Center   | 12.799 / 12.799                           | $1.468.801   |
| 31 ottobre 2022   | Denver         | Stati Uniti   | Ball Arena                 | 12.785 / 12.785                           | $1.394.224   |
| 2 novembre 2022   | Salt Lake City | Stati Uniti   | Vivint Arena               | 11.560 / 11.560                           | $1.242.619   |
| 4 novembre 2022   | Portland       | Stati Uniti   | Moda Center                | 27.228 / 27.228                           | $2.901.684   |
| 7 novembre 2022   | Vancouver      | Canada        | Rogers Arena               | 11.700 / 11.700                           | $1.128.998   |
| 9 novembre 2022   | Seattle        | Stati Uniti   | Climate Pledge Arena       | 14.669 / 14.669                           | $1.806.437   |
| 10 novembre 2022  | Portland       | Stati Uniti   | Moda Center                | [ 1 ]                                     | [ 1 ]        |
| 12 novembre 2022  | San Francisco  | Stati Uniti   | Chase Center               | 13.357 / 13.357                           | $1.590.387   |
| 18 novembre 2022  | Inglewood      | Stati Uniti   | Kia Forum                  | 26.350 / 26.350                           | $3.154.782   |
| 19 novembre 2022  | Inglewood      | Stati Uniti   | Kia Forum                  | 26.350 / 26.350                           | $3.154.782   |
| Europa            |                |               |                            |                                           |              |
| 17 febbraio 2023  | Oslo           | Norvegia      | Spektrum                   | 8.957 / 8.957                             | $505.414     |
| 18 novembre 2023  | Copenaghen     | Danimarca     | Royal Arena                | 12.194 / 12.194                           | $782.080     |
| 20 febbraio 2023  | Amburgo        | Germania      | Barclays Arena             | 4.856 / 7.167                             | $325.003     |
| 23 febbraio 2023  | Amsterdam      | Paesi Bassi   | Ziggo Dome                 | 16.069 / 16.069                           | $1.044.946   |
| 24 febbraio 2023  | Anversa        | Belgio        | Sportpaleis                | 10.677 / 11.305                           | $626.180     |
| 27 febbraio 2023  | Colonia        | Germania      | Lanxess Arena              | 6.881 / 8.767                             | $479.918     |
| 28 febbraio 2023  | Berlino        | Germania      | Mercedes-Benz Arena        | 8.864 / 10.081                            | $558.338     |
| 2 marzo 2023      | Milano         | Italia        | Mediolanum Forum           | 9.008 / 10.299                            | $553.141     |
| 3 marzo 2023      | Zurigo         | Svizzera      | Hallenstadion              | 7.236 / 9.678                             | $544.830     |
| 5 marzo 2023      | Parigi         | Francia       | Accor Arena                | 12.000 / 13.619                           | $793.445     |
| 8 marzo 2023      | Glasgow        | Regno Unito   | OVO Hydro                  | 13.851 / 13.851                           | $1.192.414   |
| 9 marzo 2023      | Birmingham     | Regno Unito   | Utilita Arena              | 14.457 / 14.457                           | $1.192.074   |
| 11 marzo 2023     | Manchester     | Regno Unito   | AO Arena                   | 15z545 / 15.545                           | $1.230.558   |
| 13 marzo 2023     | Dublino        | Irlanda       | 3Arena                     | 12.264 / 12.264                           | $913.469     |
| 15 marzo 2023     | Londra         | Regno Unito   | The O2 Arena               | 34.765 / 34.765                           | $2.767.434   |
| 16 marzo 2023     | Londra         | Regno Unito   | The O2 Arena               | 34.765 / 34.765                           | $2.767.434   |
| Nord America      |                |               |                            |                                           |              |
| 21 aprile 2023    | Knoxville      | Stati Uniti   | Thompson-Boling Arena      | 13.700 / 13.700                           | $1.336.022   |
| 22 aprile 2023    | Lexington      | Stati Uniti   | Rupp Arena                 | 13.891 / 13.891                           | $1.487.420   |
| 24 aprile 2023    | Memphis        | Stati Uniti   | FedExForum                 | 11.628 / 11.628                           | $1.215.789   |
| 25 aprile 2023    | St. Louis      | Stati Uniti   | Enterprise Center          | 9.063 / 10.709                            | $841.371     |
| 28 aprile 2023    | New Orleans    | Stati Uniti   | Fair Grounds Race Course   | N.D.                                      | N.D.         |
| 9 maggio 2023     | Baltimora      | Stati Uniti   | CFG Bank Arena             | 12.153 / 12.153                           | $1.287.412   |
| 10 maggio 2023    | Raleigh        | Stati Uniti   | PNC Arena                  | 13.416 / 13.416                           | $1.611.440   |
| 12 maggio 2023    | Cleveland      | Stati Uniti   | Rocket Mortgage FieldHouse | 12.953 / 14.419                           | $1.378.779   |
| 13 maggio 2023    | Pittsburgh     | Stati Uniti   | PPG Paints Arena           | 13.931 / 13.931                           | $1.585.622   |
| 16 maggio 2023    | Milwaukee      | Stati Uniti   | Fiserv Forum               | 12.210 / 12.210                           | $1.238.629   |
| 17 maggio 2023    | Chicago        | Stati Uniti   | United Center              | 13.614 / 13.614                           | $1.550.660   |
| 19 maggio 2023    | Omaha          | Stati Uniti   | CHI Health Center Omaha    | —                                         | —            |
| 20 maggio 2023    | Tulsa          | Stati Uniti   | BOK Center                 | 12.567 / 12.567                           | $876.500     |
| 24 maggio 2023    | Phoenix        | Stati Uniti   | Footprint Center           | —                                         | —            |
| 25 maggio 2023    | San Diego      | Stati Uniti   | Viejas Arena               | —                                         | —            |
| 28 maggio 2023    | Sacramento     | Stati Uniti   | Golden 1 Center            | —                                         | —            |
| 2 giugno 2023     | Thousand Palms | Stati Uniti   | Acrisure Arena             | —                                         | —            |
| 11 giugno 2023    | Montréal       | Canada        | Bell Centre                | —                                         | —            |
| 13 giugno 2023    | Hartford       | Stati Uniti   | XL Center                  | —                                         | —            |
| Oceania           |                |               |                            |                                           |              |
| 14 luglio 2023    | Perth          | Australia     | RAC Arena                  | —                                         | —            |
| 17 luglio 2023    | Melbourne      | Australia     | Rod Laver Arena            | —                                         | —            |
| 18 luglio 2023    | Melbourne      | Australia     | Rod Laver Arena            | —                                         | —            |
| 23 luglio 2023    | Sydney         | Australia     | Qudos Bank Arena           | —                                         | —            |
| 24 luglio 2023    | Sydney         | Australia     | Qudos Bank Arena           | —                                         | —            |
| 26 luglio 2023    | Auckland       | Nuova Zelanda | Spark Arena                | —                                         | —            |